# ذهبان (الطويلة)

تعديل مصدري - تعديل

ذهبان هي إحدى قرى عزلة بني سري بمديرية الطويلة التابعة لمحافظة المحويت، بلغ تعداد سكانها 69 نسمة حسب تعداد اليمن لعام 2004.